# Concha Hidalgo
Concha Hidalgo (Logroño; 13 de diciembre de 1923 - 30 de noviembre de 2019)fue una actriz española de cine, teatro y televisión donde destacó por su interpretación en papeles televisivos como Yo, una mujer, Aída y Mar de dudas.

## Filmografía

### Televisión
- 2017: Club Houdini, como Elvira
- 2014: Montevideo, Bog te video, como madre Julia
- 2013: La que se avecina como Milagritos.
- 2013: El don de Alba
- 2010 - 2012: Aída como Doña Emilia Gorrochategui Aguirregomezkorta.
- 2011: Ángel o demonio
- 2010: Águila Roja
- 2008: El internado, como Sara Almansa
- 2002-2008: El comisario, como Juana Bolaños
- 2007-2008: Herederos, como Isabel Orozco
- 2007: El síndrome de Ulises (serie de televisión)
- 2007: Los simuladores, como Emilia
- 2002 - 2005: Hospital Central, como Doña Pura / Paquita.
- 2005: El auténtico Rodrigo Leal (España)
- 2003: Javier ya no vive solo
- 2000: Periodistas
- 2000: Robles, investigador
- 2000: Policías, en el corazón de la calle
- 1998: Entre naranjos, como Pepita
- 1996: Yo, una mujer
- 1995: Mar de dudas, como Isabel
- 1994: Between the lines, como Violeta Tapia
- 1994: El día que me quieras
- 1993: Flash - Der Fotoreporter, como Carmen
- 1992: Escalofríos...con Patricia Highsmith
- 1991: La huella del crimen: El crimen del expreso de Andalucía
- 1990: El C.I.D.
- 1988-1989: Nonni und Manni
- 1988: La fuerza del destino.[3]
- 1987: El pecador impecable
- 1986: La mitad del cielo
- 1986: El viaje a ninguna parte (película)
- 1986: Matador
- 1984: La comedia , como Serafina
- 1977: Estudio 1 , como la mendiga
- 1976: La señora García se confiesa, como Señora #5
- 1975: El quinto jinete
- 1969: Teatro de siempre

### Películas
- 2016: Nacida para ganar, como Jesusa
- 2016: Altamira, como Marquesa
- 2014: Montevideo, Bog te video!, como Madre Julia
- 2012: La fuerza de los débiles, como Toñi
- 2010: Pájaros de papel, como Amparo
- 2010: El mal ajeno, como Brígida Salmerón
- 2006: Los fantasmas de Goya, como Alicia Dueñas
- 2005: Mis estimadas víctimas, como Sara
- 2003: Las cerezas del cementerio, como Teresa
- 2003: Imagining Argentina, como la abuela de Octavio
- 2002: La vida de nadie
- 2000: Aunque tú no lo sepas
- 1999: Madre Arturo
- 1998: Me llamo Sara, como vagabunda
- 1991: Lo más natural
- 1990: El fraile
- 1990: La forja de un rebelde (serie de televisión)[4]
- 1988: La fuerza del destino, como Sebastiana
- 1987: El pecador impecable
- 1986: El hermano bastardo de Dios
- 1986: La mitad del cielo, como madre de Rosa
- 1986: El viaje a ninguna parte (película)
- 1986: Matador, como Tata
- 1985: Luces de bohemia
- 1983: 1919, crónica del alba, como Ignacia
- 1982: Valentina, como Ignacia
- 1981: Cuentos para una escapada
- 1976: Quiero ser mayor
- 1976: Usted va a ser mamá